# Стретч-кожа

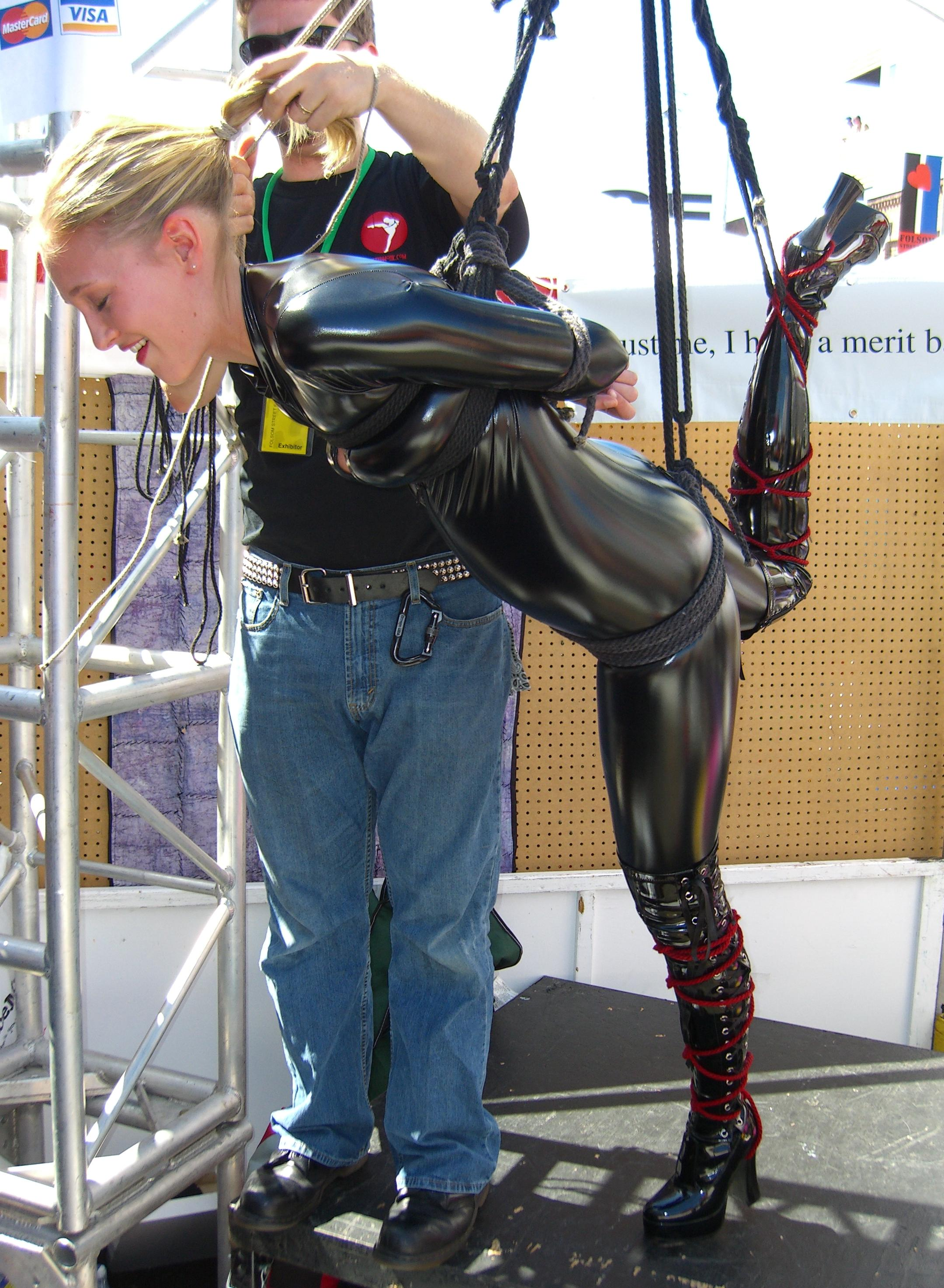
BDSM-модель в кэтсьюте из стретч-кожи.

Стретч-кожа  или стретч-винил (от англ. stretch — растягиваться) — хлопчатобумажная ткань с полимерным покрытием, нанесённым на одну или обе стороны ткани; заменитель кожи.
Изготовляется путём нанесения полимерного покрытия на текстильную основу, преимущественно хлопчатобумажную, характеризуется различным процентным добавлением эластана, полиэфиров, полиакрила, полиамидов.
Часто используется в одежде и аксессуарах для создания подобного коже материала, отличающегося гладкостью и блеском.
Стретч-кожа широко используется при производстве обуви, дамских сумочек, пальто, курток, костюмов. Также при изготовлении одежды, широко распространенной в альтернативных направлениях моды, среди участников готической субкультуры, сторонников сексуального фетиша и БДСМ.